# 免費電視頻道接收
免費電視頻道接收（英文：Free to air，簡寫：FTA）是終端用戶使用電視機或是收音機搭配天線就可以收看或收聽節目內容的一種無線傳播接收方式。另外一種就是付費電視接收（例如：HBO、Dish Network、DirecTV或是Now TV台之付費頻道等），需要另外安裝碟型天線、機上盒與智慧卡等設備才能收看。

## 分類
目前可以收視免費電視的方法除了固定的電視機跟室外天線接收地上波外，還有衛星直播電視、網路串流媒體等方式可以接收免費的電視頻道。而大多數的國家地區都已經將類比式的系統升級為數位廣播系統，升級的優點除了同樣的頻寬可以播放更多的頻道，畫質跟音質也可以獲得提升，並且在惡劣天候播送時信號衰減效應比較不明顯。
雖然是免費電視，但是有時候收看免費電視還是需要一些服務費用以維持系統運作，一般免費電視台的經費來源如下：
- 税收或政府經費资助（例：阿里郎電視台、法蘭西24、香港電台、台灣公共電視台）
- 徵收電視授權費來支付節目傳送及製作經費（例：英國廣播公司、韓國放送公社、日本放送協會）
- 通过捐助支付地區節目傳送及製作經費（例：美國公共電視網）
- 播送商業廣告收益支付節目傳送及製作經費，如有盈餘再繳給政府（例：中国中央电视台、加拿大廣播公司電視、澳大利亞廣播公司、特殊廣播服務、紐西蘭電視台）
- 针对消费者的商業廣告和赞助（例：韓國MBC電視台、韩国SBS电视台、日本民放5台、菲律賓ABS-CBN、GMA網路、法國電視國際五台、香港無綫電視、ViuTV、HOY TV、凤凰卫视香港台、台灣無線4台）

## 另見
- FTA接收器，接收免費廣播的設備